# Капітанівський цукровий завод
Капітанівський цукровий завод — підприємство харчової промисловості у селищі міського типу Капітанівка Новомиргородського району Кіровоградської області України, яке припинило своє існування. 
Цукровий Капітанівський завод – це унікальне підприємство харчової промисловості, яке колись було найбільшим у Кіровоградській області. Нинішня назва, після банкрутства, – «Новомиргородський цукор». Завод продовжує свою діяльність

## Історія
У 1838 році село Капітанівка Чигиринського повіту Київської губернії Російської імперії купив граф О. О. Бобринський, який у 1846 році збудував тут цукровий завод. При заводі була організована селекційна станція, що займається виведенням нових цукросодержащих сортів буряків.
У 1875-1876 роки на підприємстві працювали 838 осіб (670 чоловіків, 137 жінок та 31 підлітків), майже всі роботи виконувались вручну, тривалість робочого дня досягала 16 – 17 годин, зарплата була низькою, а відсутність техніки безпеки вело до масового травматизму. У 1899 році на заводі працювали 370 чоловік.
В ході першої російської революції робітники цукрового заводу неодноразово брали участь у демонстраціях: 30-31 травня 1905 року вони разом із місцевими сільгоспробочими зажадали підвищення зарплати та скорочення робочого дня, 1 червня 1905 року розпочався їх наступний виступ, 17 червня 1905 - страйків. 20 червня 1905 року до Капітанівки прибуло дві сотні козаків і 16 осіб заарештували (14 з них надалі опинилися у в'язниці).
На початку 1907 року на заводі мала місце ще один страйк, на якому робітники висунули вимоги збільшити оплату праці жінкам та підліткам, скоротити робочий день та переглянути розмір оплати праці чоловікам за роботу у нічні зміни. В результаті оплата роботи в нічні зміни була дещо збільшена.
У 1914 році тут була відкрита залізнична станція на лінії Одеса - Бахмач (що покращило умови збуту цукру), але після початку першої світової війни частина працівників-чоловіків була мобілізована в діючу армію, посіви цукрових буряків скоротилися, і становище заводу ускладнилося.
У лютому 1918 року Капітанівку було окуповано радянськими військами, на заводі було створено фабрично-заводський комітет, який взяв контроль над виробництвом та тероризував працівників заводу й місцеве населення загалом. 26 березня 1918 року окупантів було вибито та встановлено владу Української Народної Республіки. Надалі село опинилося у зоні бойових дій громадянської війни, і згодом знову опинилося в радянській окупації.
Після початку григор'ївського повстання 11 травня 1919 прихильники Григор'єва звільнили Капітанівку, але вже 20 травня 1919 були вибиті з села радянськими окупантами.
Після війни розпочалося відновлення виробництва цукру. У 1924 році на базі колишнього маєтку Бобринських був створений радгосп, що отримав 2888 гектар орної землі, тут почалося впровадження передових методів обробки ґрунту та вирощування сортових цукрових буряків (яких забезпечувала Білоцерківська селекційна станція). В 1926 був відбудований і відновив роботу цукровий завод, чисельність робітників на якому склала 400 чоловік.
У наступні роки "штурмові бригади" з робітників заводу неодноразово виїжджали у відрядження до сусідніх сіл для надання допомоги селянам та ремонту сільгоспінвентарю. Наприкінці 1920-х років завод взяв шефство над сільськогосподарською комуною в селі Андріївка.
У результаті індустріалізації в 1930-1931 гг. підприємство було реконструйовано, отримало нове обладнання було перетворено на Капітанівський цукровий комбінат (до складу якого увійшли завод і забезпечував його буряком місцевий радгосп). Активізувалась робота щодо підвищення ефективності праці, зниження собівартості продукції, і вже у 1934 році комбінат став переможцем у всесоюзному змаганні підприємств харчової промисловості СРСР. Широкого поширення набув стаханівський рух - на 1 грудня 1936 серед працівників заводу було 92 стахановця і 158 ударників.
Колектив підприємства брав активну участь у благоустрої села, за кошти комбінату тут була побудована школа. У 1939 році при комбінаті розпочала роботу школа фабрично-заводського учнівства.
В 1940 виробнича потужність комбінату становила 150 тонн цукру на добу.
В ході другої світової війни 1 серпня 1941 Капітанівка була окупована німецькими військами, 26 січня 1944 - звільнена частинами 69-ї гвардійської стрілецької дивізії.
Гітлерівці, що відступали, зруйнували цукровий завод і залізничну станцію, виробничі приміщення колгоспу та радгоспу, а також спалили близько 80 житлових будинків, але вже у 1944 році комбінат було відновлено, а у 1950 році – реконструйовано, що дозволило збільшити обсяг виробництва цукру. У 1948 році за участю робітників підприємства було збудовано заводський та сільський Будинки культури (кожен з яких отримав стаціонарну кіноустановку), також при комбінаті була організована заводська бібліотека. В 1951 за трудові досягнення комбінат був внесений на обласну Дошку пошани.
В 1962 комбінату було присвоєно почесне звання підприємства комуністичної праці, в 1966 за дострокове виконання річного виробничого плану він був нагороджений перехідним Червоним прапором міністерства харчової промисловості СРСР і Центрального комітету профспілки робітників харчової промисловості.
Виробничий план восьмої п'ятирічки (1966 – 1970 рр.) комбінат виконав достроково.
В цілому, за радянських часів комбінат був найбільшим підприємством селища, на його балансі знаходилися заводський Будинок культури, заводський клуб, житлові будинки, спортмайданчик та інші об'єкти соціальної інфраструктури.
Після проголошення незалежності України комбінат перейшов у відання Державного комітету харчової промисловості України, надалі державне підприємство було реорганізовано у відкрите акціонерне товариство "Капітанівський цукровий завод".
У липні 1995 року Кабінет Міністрів України ухвалив рішення про приватизацію Капітанівського бурякорадгоспу.
У грудні 2001 року господарський суд Кіровоградської області порушив справу про банкрутство заводу. 7 червня 2002 завод був визнаний банкрутом і почалася ліквідація підприємства Але завод не було ліквідовано він і на далі продовжує свою діяльність .